# Studentenverbindung

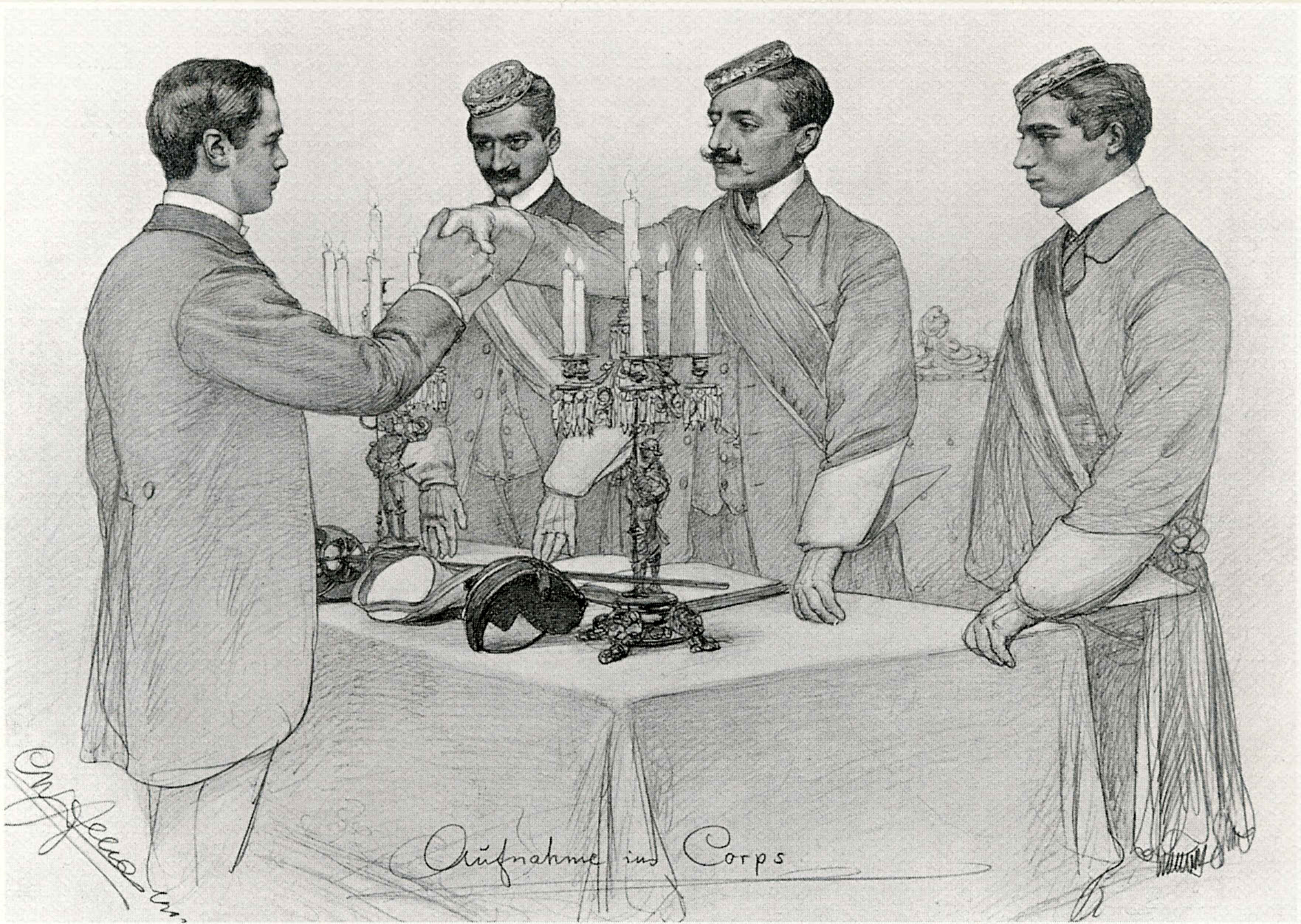
Ceremonia de admisión en un Corps

La Studentenverbindung es una asociación estudiantil en los países de habla alemana. Los miembros de una Studentenverbindung son estudiantes y graduados de una universidad y acostumbran a seguir ciertas tradiciones propias de su fraternidad.

## Organización

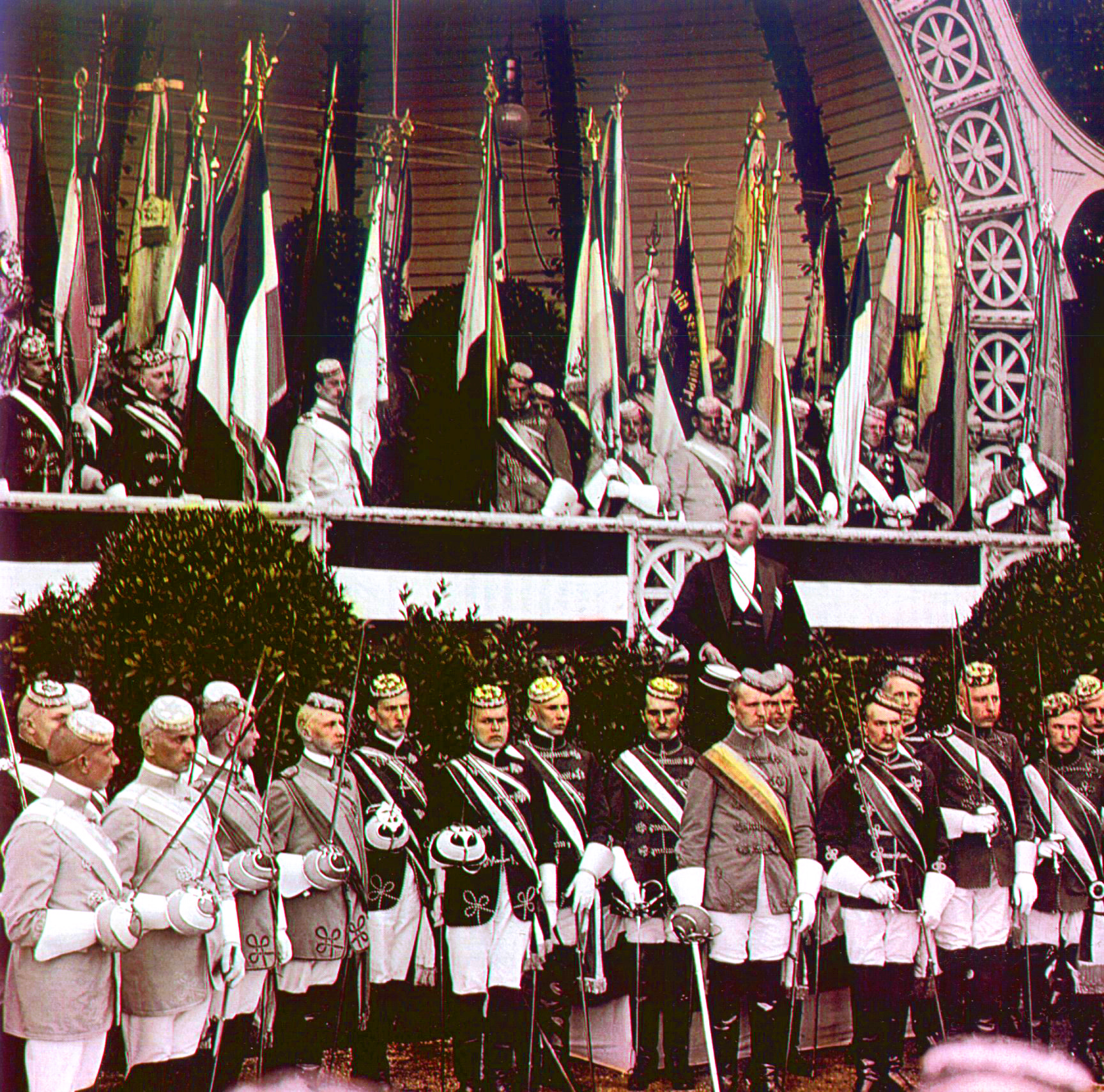
Fotografía de estudiantes de una Verbindung en Berlín en 1912 de August Fuhrman.

Las sociedades de estudiantes, son una organización que está presente en Alemania, Austria, Suiza, Italia, Bélgica, Francia, Chile, Japón y otras naciones del mundo, que consiste en estudiantes activos, aquellos que estudian en universidades y de estudiantes graduados Alte Herren (caballeros mayores) /Hohe Damen (damas mayores), los cuales fueron activos en la corporación durante su época estudiantil. Los estudiantes activos viven por lo regular en las residencias de la corporación, las cuales tienen salas para festividades comunes. Uno de los beneficios económicos de asociarse son los bajos precios de la renta de las habitaciones.
La corporación es frecuentemente financiada por los caballeros ancianos, que también tutoran las carreras de los estudiantes. Ellos los ayudan en los temas de estudio y les ofrecen buenas posibilidades de trabajo a los estudiantes jóvenes. Este entramado es también visto como problemático por otros estudiantes y organizaciones estudiantiles. En contra parte, los estudiantes activos se encargan de la organización de eventos y de mantener viva la fraternidad.
Las corporaciones están organizadas en confederaciones y consecuentemente subdividida en subcorporaciones. 

### Clases de Studentenverbindungen
Existen diferentes tipos de fraternidades estudiantiles las cuales se diferencian, entre sí, por sus principios, historia y tradiciones. 
- católicas y protestantes
- Corps: Las organizaciones de este tipo se caracterizan por su tolerancia. Cualquier estudiante varón de una universidad puede en teoría ser miembro, sin importar la nacionalidad, raza o religión. Aunque son políticamente neutrales, está bien visto que los estudiantes participen activamente en los partidos políticos o en la política universitaria.
- Burschenschaften: Se originaron en 1815 durante la Restauración. Tradicionalmente conservadoras, patriotas y algunas políticamente de extrema derecha. Algunas incluso aceptan solamente a los que hayan realizado el servicio militar en Alemania, excluyendo, de esta manera, a los extranjeros. En Alemania y Austria se organizan en la confederación Deutsche Burschenschaft, en Chile en el Bund Chilenischer Burschenschaften.
- Mädchenschaften
- Landsmannschaften: Se caracterizan porque están organizadas en torno a la nacionalidad o ciudad/región de origen de los estudiantes.
- Turnerschaften: Organizaciones en torno al deporte
- Jagdverbindungen y Forstverbindungen: Especializadas en la caza y la naturaleza
- Musicales: los estudiantes forman parte del coro/orquesta/conjunto de la fraternidad obligatoriamente

### Confederaciones
| Tipo de asociación                        | Características      | Confederación (es) | Cantidad |
| Fraternidad católica (visten Couleur)     | vc, ne               | RKDB, Cartellverband der Katholischen Österreichischen Studentenverbindungen, Technischer Cartell-Verband | 200      |
| Corps                                     | vc, pe               | Kösener Senioren-Convents-Verband, Weinheimer Senioren-Convent | 161      |
| Burschenschaft                            | vc, pe/es            | Deutsche Burschenschaft, Verband der Akademischen Burschenschaften in Österreich, Conservativer Delegierten Convent der fachstudentischen Burschenschaften in Österreich, Neue Deutsche Burschenschaft              | 158      |
| Fraternidad católica (sin vestir Couleur) | nc, ne               | Kartellverband katholischer deutscher Studentenvereine, Verband der Wissenschaftlichen Katholischen Studentenvereine Unitas, Kartellverband katholischer nichtfarbentragender akademischer Vereinigungen Österreich | 126      |
| Landsmannschaft                           | vc, pe               | Coburger Convent der akademischen Landsmannschaften und Turnerschaften, Österreichischer Landsmannschafter- und Turnerschafter Convent                                                                              | 73       |
| otros Studentenverbindungen cristianas    | en su mayoría vc, ne | Schwarzburgbund, Wingolf, Wartburg-Kartell Evangelischer Akademischer Verbindungen | 61       |
| Sängerschaft                              | vc, es               | Deutsche Sängerschaft | 17       |
| Fraternidad deportiva                     | sc, ne               | Akademischer Turnbund, ATBÖ | 41       |
| Fraternidad artística                     | sc, ne               | Sondershäuser Verband Akademisch-Musikalischer Verbindungen | 23       |
| Verein Deutscher Studenten                | sc, ne               | Verband der Vereine Deutscher Studenten | 40       |
| Turnerschaft                              | vc, pe/es            | Coburger Convent, Marburger Konvent | 34       |

Leyenda: vc=visten couleur; sc=sin vestir couleur; pe=práctica de esgrima; es=esgrima opcional; ne=no practican esgrima
Antes de la Segunda Guerra Mundial existían también fraternidades judías como respuesta a la exclusión. Luego se fueron formando poco a poco nuevamente algunas de ellas, aunque no todas se recuperaron tras la guerra.

## Historia

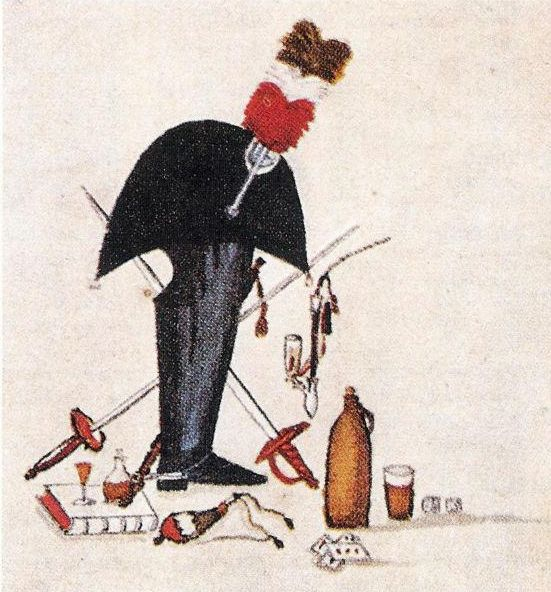
Atuendo de la Burschenschaft de Landshut en 1806

La mayoría de las fraternidades más comunes se originaron en el siglo XIX, así como sus tradiciones. Estas incluyen ideales como honor, libertad, democracia y nacionalismo, así como en algunos temas tienden a ser conservadoras.
Cerveza, canciones y esgrima académico juegan un papel importante en muchas de las organizaciones. Durante el siglo XX, muchas Burschenschaften expulsaron a sus miembros judíos.
En 1936, las Studentenverbindungen, fueron prohibidas por el régimen nacionalsocialista, debido a que defendían la libertad y la democracia. Muchos miembros de las Studentenverbindungen, fueron obligados enrolarse en el Nationalsozialistischer Deutscher Studentenbund (NSDStB), una especie de organización estudiantil, creada por el NSDAP.

## Tradición

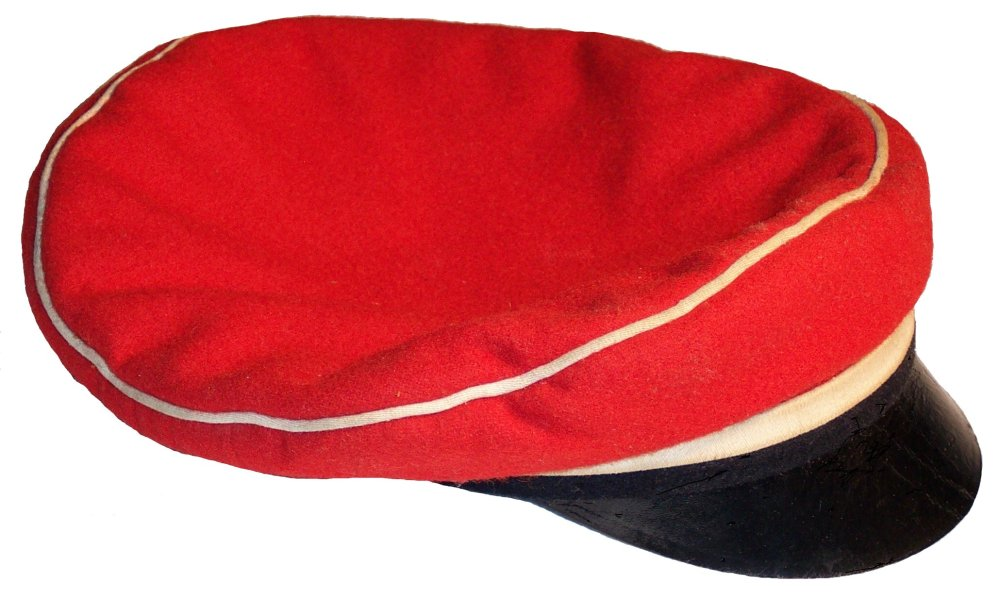
Gorra del Corps Hannovera.

Couleur (del francés, en español color) es la expresión usada por las Studentenverbindungen para las gorras y cintas (Band) usadas por los miembros de las asociaciones. Cada Studentenverbindung tiene sus propios colores, los cuales se derivan de su escudo de armas. 
Cintas, gorras típicas, manera de utilización:

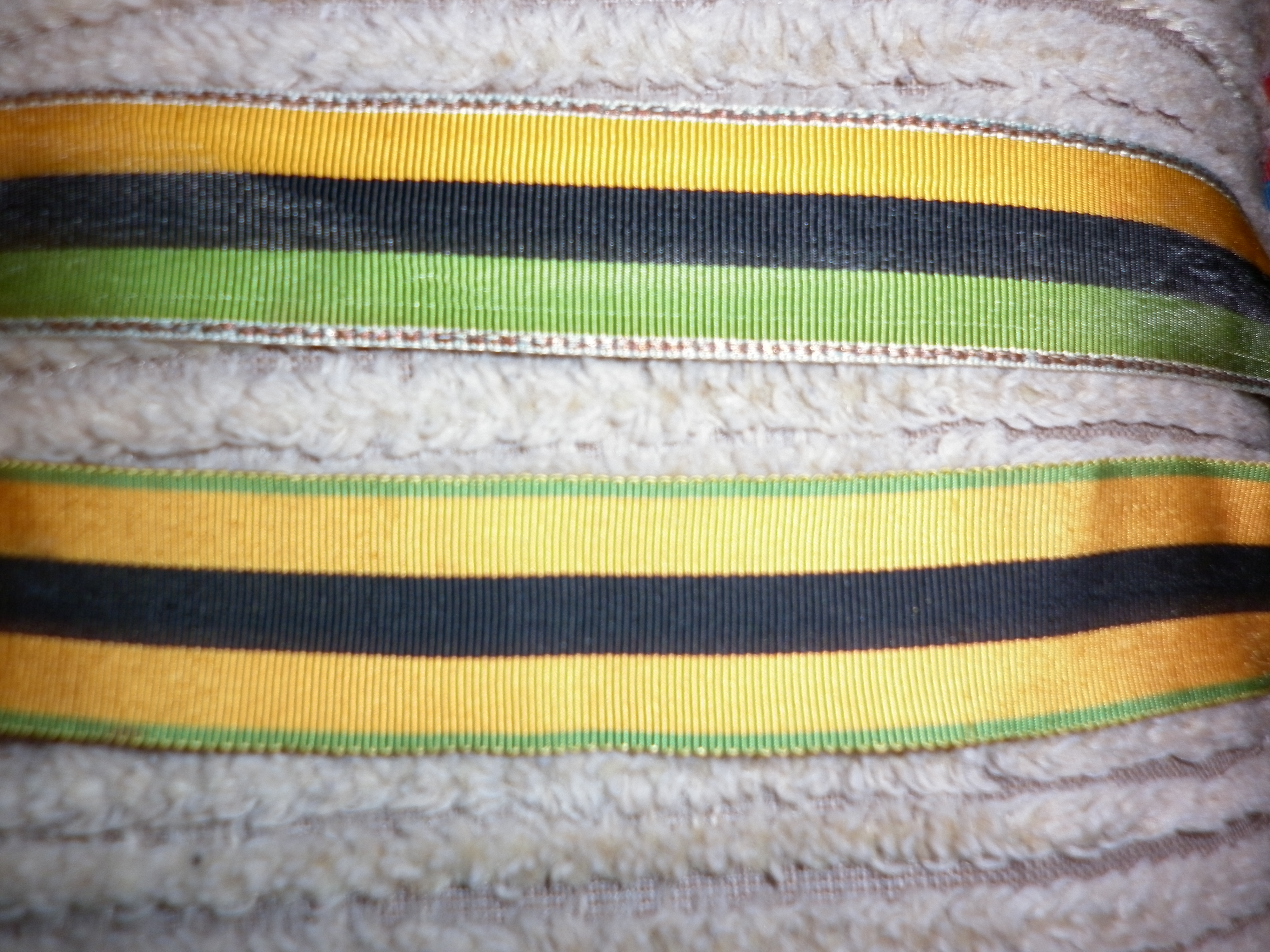
cintas Band
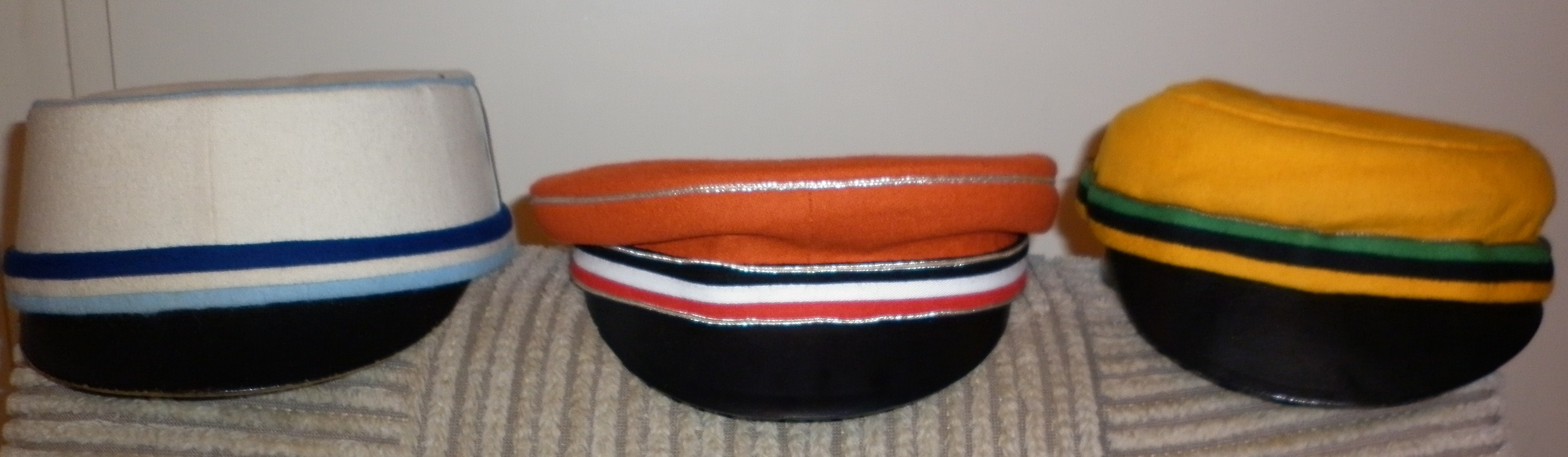
gorras Mütze
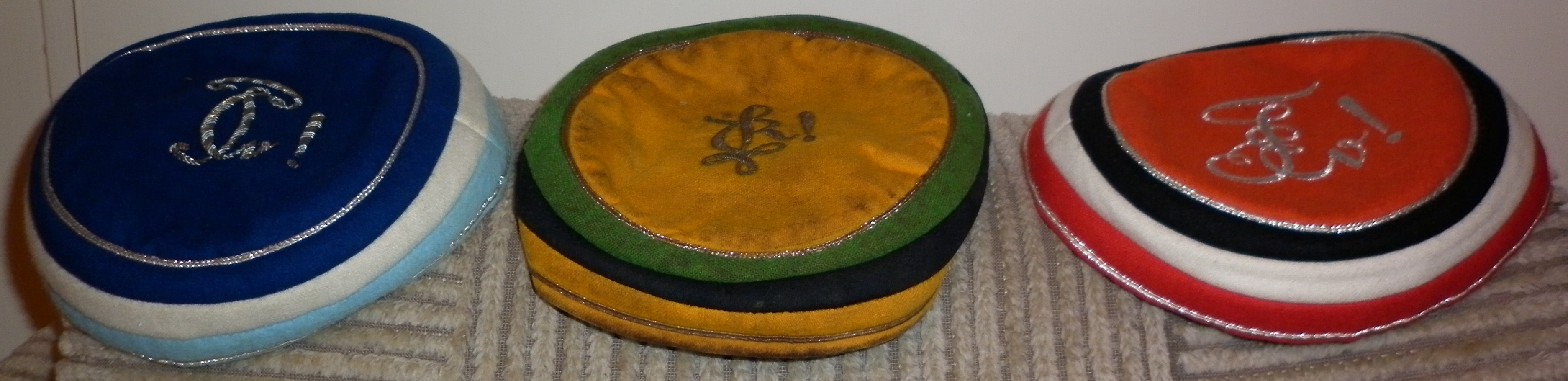
gorras Tönnchen
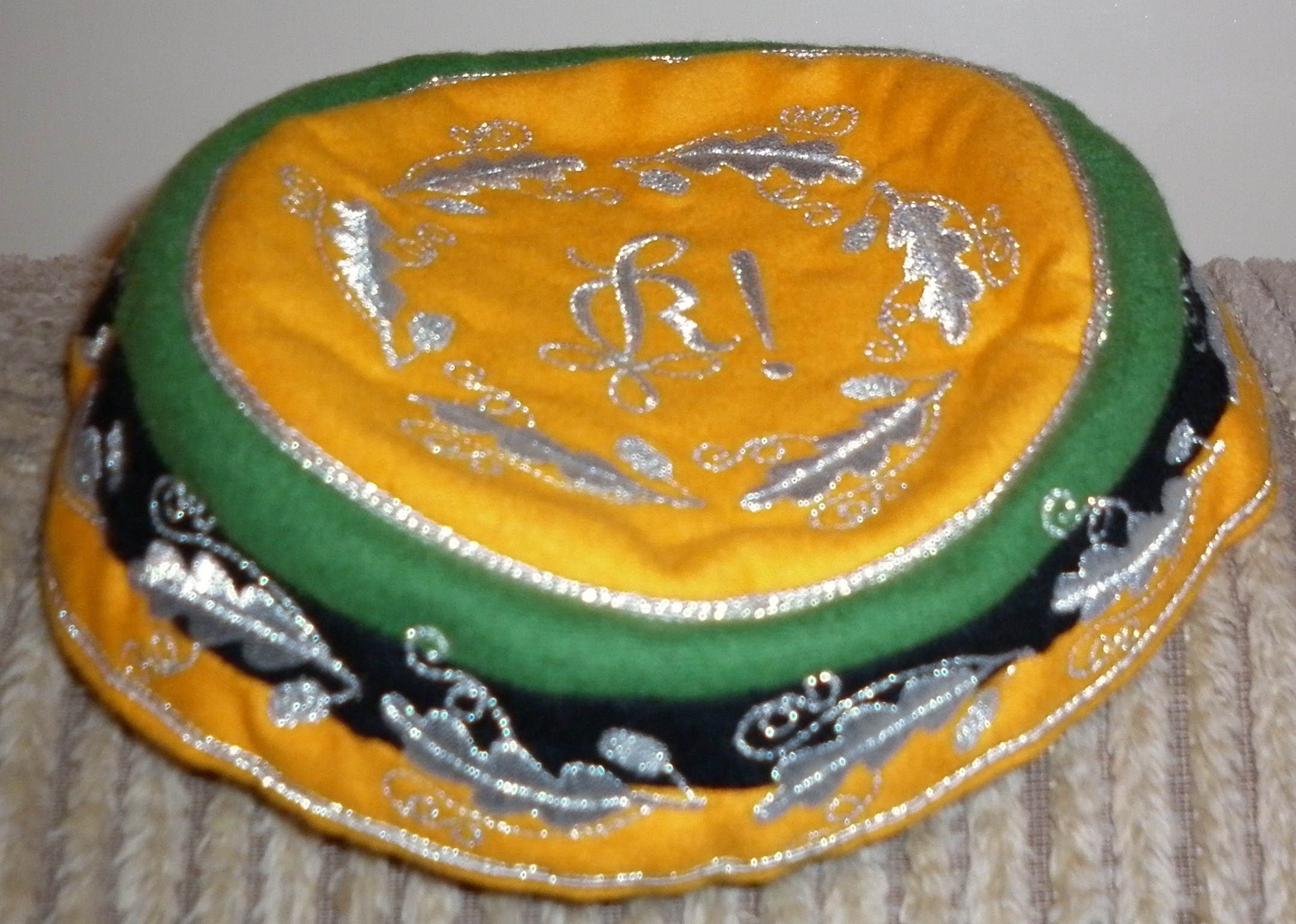
gorras Straßencerevis
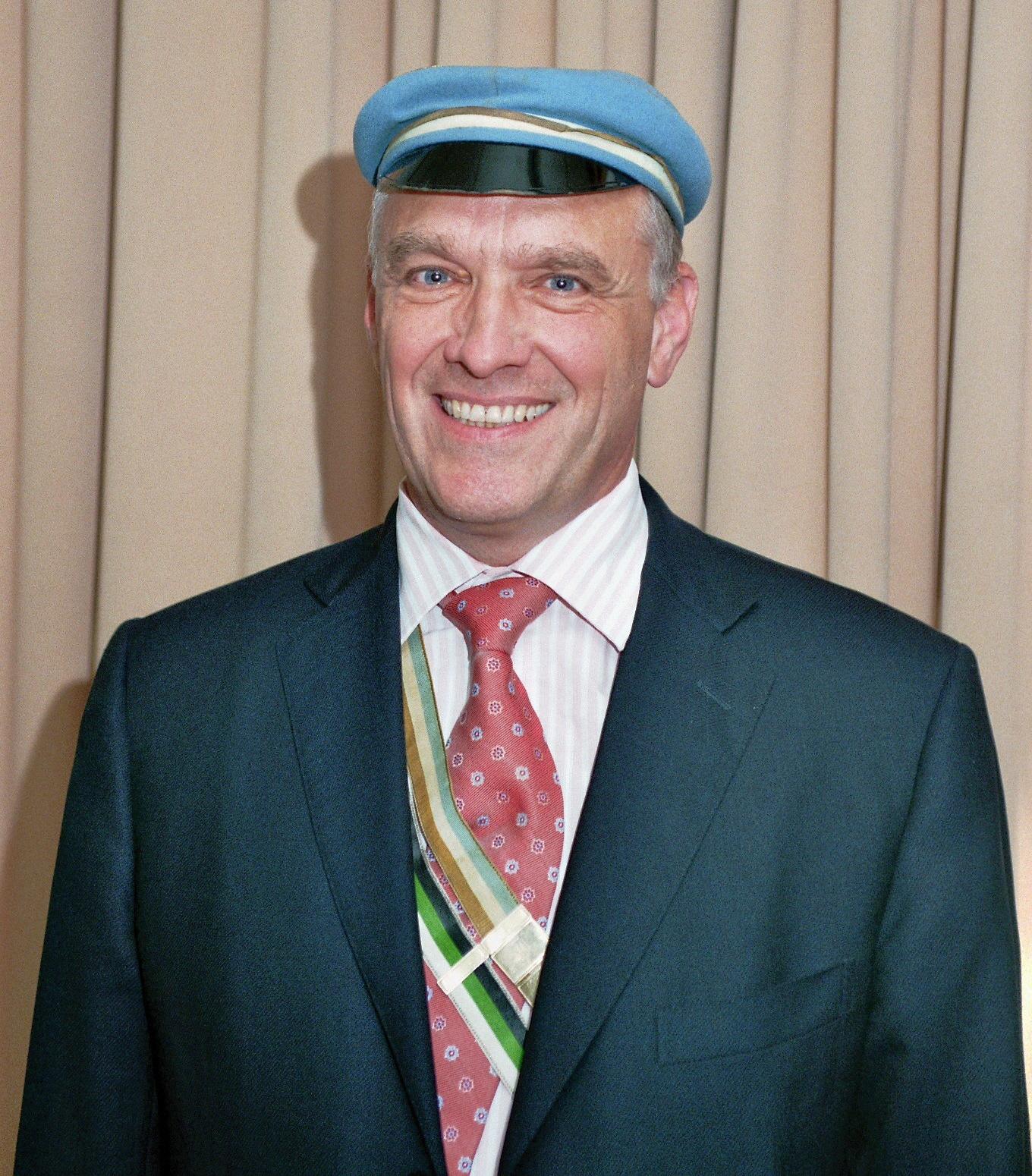
manera de utilización

Una parte de las fraternidades tiene el Mensur como tradición, un duelo sin ganadores ni perdedores. A diferencia de los tiempos antiguos, la posibilidad de pequeñas heridas es común. Las heridas típicas o Schmiss incluyen las cicatrices faciales. Heridas fatales o serias son prácticamente imposibles. El Mensur está considerado un ritual de lucha por la corporación y por sus ideales.

### Crítica
- Diana Auth, Alexandra Kurth: Männerbündische Burschenherrlichkeit. Forschungslage und historischer Rückblick, in: Christoph Butterwegge / Gudrun Hentges (Hrsg.), Alte und Neue Rechte an den Hochschulen, Agenda-Verlag, Münster, 1999, ISBN 3-89688-060-8
- Ludwig Elm, Dietrich Heither, Gerhard Schäfer (Hg.): Füxe Burschen Alte, Herren – Studentische Korporationen vom Wartburgfest bis heute, Papyrossa-Verlag, Colonia, 1993, ISBN 3-89438-050-0
- Dietrich Heither, Gerhard Schäfer: Studentenverbindungen zwischen Konservatismus und Rechtsextremismus, in: Jens Mecklenburg (Hrsg.), Handbuch Deutscher Rechtsextremismus, Berlin, 1996, ISBN 3-88520-585-8
- Dietrich Heither: Verbündete Männer: die Deutsche Burschenschaft - Weltanschauung, Politik und Brauchtum, Papyrossa-Verlag, Colonia, 2000. ISBN 3-89438-208-2
- Alexandra Kurth: Männer - Bünde - Rituale. Studentenverbindungen seit 1800, Campus Verlag, Frankfurt, 2004, ISBN 3-593-37623-7

### Ficción
- Walter Bloem: Der krasse Fuchs, Roman, Nachdruck der Ausgabe Leipzig 1911 mit einem Nachwort von Holger Zinn, SH-Verlag 2001, ISBN 3-89498-108-3
- Walter Bloem: Kommödiantinnen, Roman, Ullstein, Berlín 1914
- Walter Bloem: Brüderlichkeit, Roman, H. Fikentscher, Leipzig, 1922